# Friedrich Carl von Savigny
Denna artikel handlar om rättsvetenskapsmannen von Savigny. För dennes son, den preussiska utrikesministern och diplomaten, se Karl Friedrich von Savigny,
Friedrich Carl von Savigny, född 21 februari 1779 i Frankfurt am Main, död 25 oktober 1861 i Berlin, var en tysk rättslärd. Savigny är en av de mest framstående företrädarna för den historiska skolan. 

## Biografi
Savigny blev juris doktor 1800, 1803 extraordinarie professor i Marburg, professor i Landshut 1808 samt professor vid det nyupprättade biblioteket i Berlin 1810. Savigny utnämndes 1817 till medlem av preussiska statsrådet. Han ställdes 1842 i spetsen för ett nyinrättat ministerium för lagstiftning och efterträddes på sin professur av Georg Friedrich Puchta. Efter revolutionen 1848 levde han som privatman. Savigny var även lärare åt Karl Marx.

### Historiska skolan
Savigny blev den historiska skolans egentliga grundare och huvudteoretiker. Det har hävdats att det var von Savigny som var den som inledde den rättsvetenskapliga tidsperiod vilken vi fortfarande lever i. von Savignys historieuppfattning var idealistisk-spekulativ.
Han ägnade också själva rättssystematiken stor uppmärksamhet. Redan i sin tidiga produktion hävdade han att rättsvetenskapen var såväl historisk som filosofisk (dvs. systematisk), och denna ståndpunkt upprepades i senare verk. Rättsvetenskapens huvuduppgift är följaktligen att presentera rättssystemet. von Savigny använder två huvudbegrepp; det inre systemet, genom vilket de enskilda rättsbegreppen och rättssatserna bildar en övergripande helhet, och det yttre systemet, som är identiskt med framställningsordningen i systematiska verk. Det inre systemet existerar redan i sig. Det blir rättsvetenskapens uppgift att finna och lägga fram systemet i fråga samt de hithörande frågornas inbördes samband; Savigny varnar också ibland för skenbar samhörighet.
Ur svenskt perspektiv är von Savignys tankar allra högsta grad aktuella eftersom svenska lagar tolkas i ljuset av hans canones; fyra allenarådande lagtolkningsprinciper:
1. Lexikal tolkning
2. Systematisk tolkning
3. Objektiv teleologisk tolkning
4. Subjektiv teleologisk tolkning